# Heterocyathus sulcatus
Heterocyathus sulcatus är en korallart som först beskrevs av Addison Emery Verrill 1866.  Heterocyathus sulcatus ingår i släktet Heterocyathus och familjen Caryophylliidae. IUCN kategoriserar arten globalt som livskraftig. Inga underarter finns listade i Catalogue of Life.